# Phyllis Anderson
Phyllis Anderson is een personage uit de soapserie Days of our Lives. De rol werd door drie verschillende actrices gespeeld, Corinne Conley speelde de rol het langst.

## Personagebeschrijving
Bob en Phyllis Anderson kwamen eind 1972 naar Salem met hun jonge dochter Mary. Ze zijn de bedrijfsleiders van Anderson Manufacturing. Nadat Scott Banning stierf bij een arbeidsongeval voelden Phyllis en Bob zich schuldig en vroegen Scott's weduwe Julie Olson om bij hen in te trekken.
Phyllis begreep niet waarom haar man van haar aan het vervreemden was. Bob was gefascineerd door Julie en dacht de hele tijd aan haar. Bob besloot om zijn tweede jeugd te beleven en de scheiding aan te vragen om met Julie te kunnen trouwen. Phyllis was buiten zinnen van woede en kon het niet aan om na zoveel jaar huwelijk gedumpt te worden. Ze wilde Julie neerschieten, maar per vergissing schoot ze haar eigen dochter neer.
De gokverslaafde Neil Curtis zag in Phyllis een perfect slachtoffer om zijn schuldenberg te kunnen betalen en hij vroeg haar ten huwelijk. Phyllis was verliefd op Neil, maar was hem wel een stapje voor door hem een voorhuwelijkscontract te laten tekenen. Phyllis en Neil trouwden, hoewel Neil nog verliefd was op Amanda Howard, een andere welgestelde dame. Phyllis werd zwanger, maar omdat haar huwelijk niet stevig was dacht ze dat Neil het kind niet zou willen en wilde het aborteren. De dokter zei haar echter dat ze al te ver gevorderd was om nog een abortus uit te voeren en ze probeerde zelfmoord te plegen door een overdosis pillen te nemen, haar poging mislukte. Een tijd later raapte ze een dronken Neil op en verhief zich daarbij. Ze kreeg weeën en beviel te vroeg van een zoon, Nathan, die enkele dagen later stierf.
Wat Neil betrof was het huwelijk voorbij. Phyllis maakten veel reizen en kocht dure cadeaus voor Neil, maar dat hield hem niet tegen om een verhouding te beginnen met Mary. Om het haar dochter betaald te zetten probeerde ze Chris Kositchek, die op dat moment iets met Mary had, om te kopen om haar te laten staan. Chris ging niet in op het verzoek van Phyllis en verbaasde haar zelfs door Mary te blijven zien nadat hij ontdekte dat ze een verhouding had gehad met haar stiefvader. Neil en Phyllis besloten nu te scheiden en Phyllis verliet Salem in 1977.
In 1980 kwam Phyllis terug toen de gezondheid van haar ex-man Bob achteruit ging. Ze trok bij hem in om voor hem te zorgen en hun oude liefde flakkerde weer op. Ze verloofden zich, maar Bob overleed aan een hartaanval op de bruiloft van Mary en Alex Marshall. Mary gaf Phyllis de schuld voor de dood van haar vader en Phyllis verliet Salem opnieuw.
Phyllis keerde kort terug in 1982 toen Mary vermoord werd door de wurger van Salem. In het testament van Mary stond dat Phyllis een deel erfde van Anderson Manufacturing. Phyllis ging snel weg en liet Salem nu voorgoed achter zich.